# 京报网
京报网为北京日报报业集团旗下的新闻网站，于1997年1月1日正式注册建立。京报网联合同集团下两大报章《北京日报》和《北京晚报》推出了电子版报纸。

## 外部連結
- 京报网 （页面存档备份，存于）